# Sanctuaire Notre-Dame-de-Lorette de Prague
Pour les articles homonymes, voir Lorette.
Le sanctuaire Notre-Dame-de-Lorette de Prague (ou Loreta) est une destination de pèlerinage de l'Église catholique situé dans le quartier historique de Hradčany, à Prague, en Tchéquie. Il se compose d'un cloître, de la copie de l'église de la sainte Maison de Lorette et d'un clocher avec un célèbre carillon.

## Origine
Les origines du sanctuaire, qui compte parmi les destinations et lieux de pèlerinage les plus fréquentés de Bohême, remontent au XVIIIe siècle. Cependant la légende de la maison de Nazareth (où avaient vécu la Vierge et le Christ), miraculeusement transportée par les anges à Loreto (Italie), est largement plus ancienne, remontant au XIIIe siècle. En Bohême, après la Contre-Réforme, bon nombre de sanctuaires furent construits sur le modèle de celui de Loreto, pour que le catholicisme s'implante dans les territoires repris aux protestants.

## Description
La construction a commencé en 1626 et la Sainte-Maison a été bénie le 25 mars 1631. Elle est la copie exacte de celle se trouvant à Loreto en Italie. L'architecte était l'italien Giovanni Orsi, et le projet était financé par Kateřina Benigna, une noble dame de la famille Lobkowicz. Cinquante ans plus tard, le lieu de pèlerinage a été entouré de cloîtres, et un étage a été ajouté après 1740 par Kilián Ignác Dientzenhofer. L'impressionnante façade baroque a été conçue par les architectes Christophe Dientzenhofer et Kilian Ignaz Dientzenhofer, et rajoutée au début du XVIIIe siècle.
La chapelle est plus connue pour son carillon, entendu depuis le 15 août 1695. Il a été construit en 1694 par l'horloger Peter Neumann de trente petites et grandes cloches.
Aujourd'hui, le bâtiment abrite également une importante collection d'objets liturgiques, principalement des ostensoirs. Les expositions ont lieu occasionnellement au premier étage du cloître.

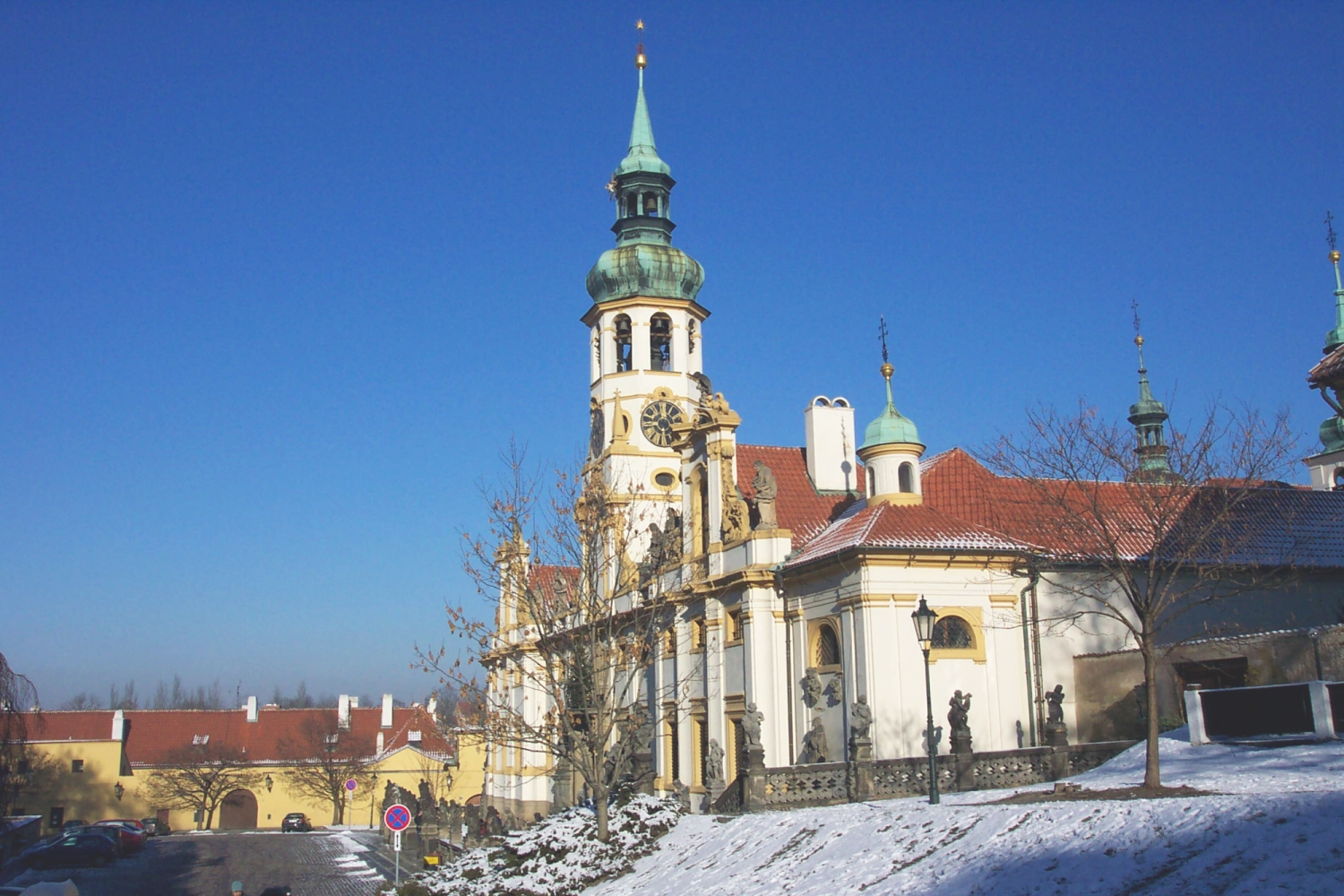
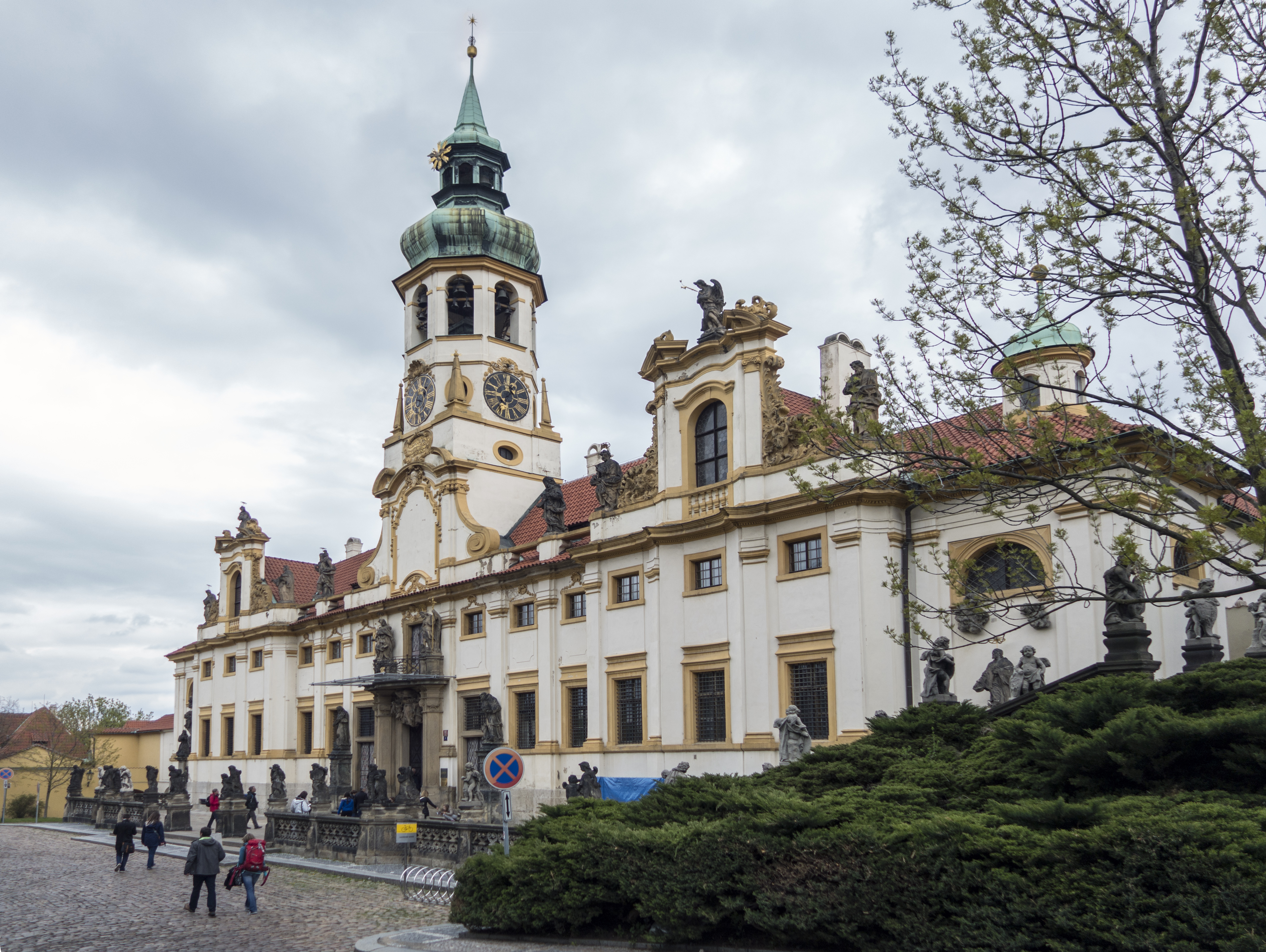
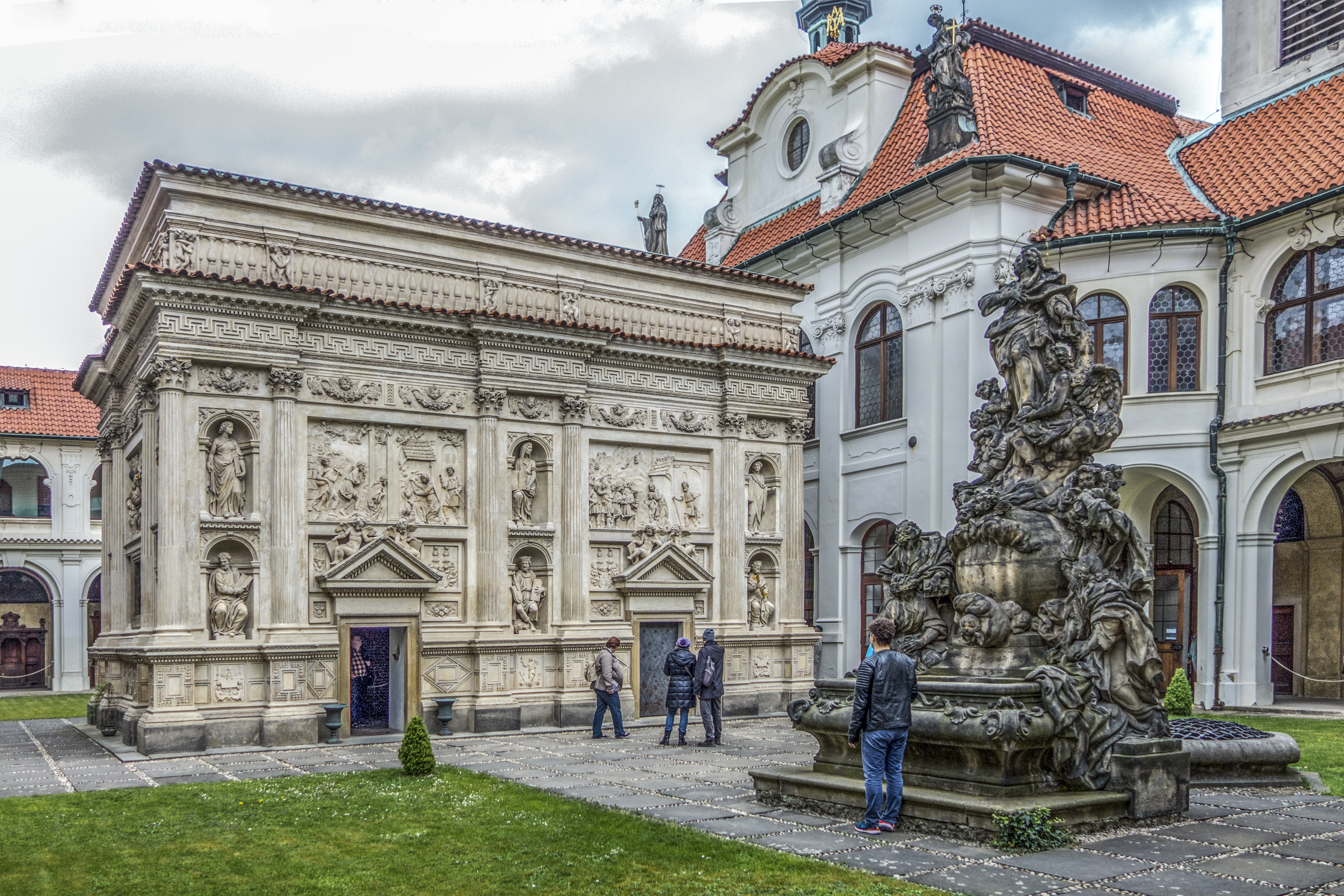
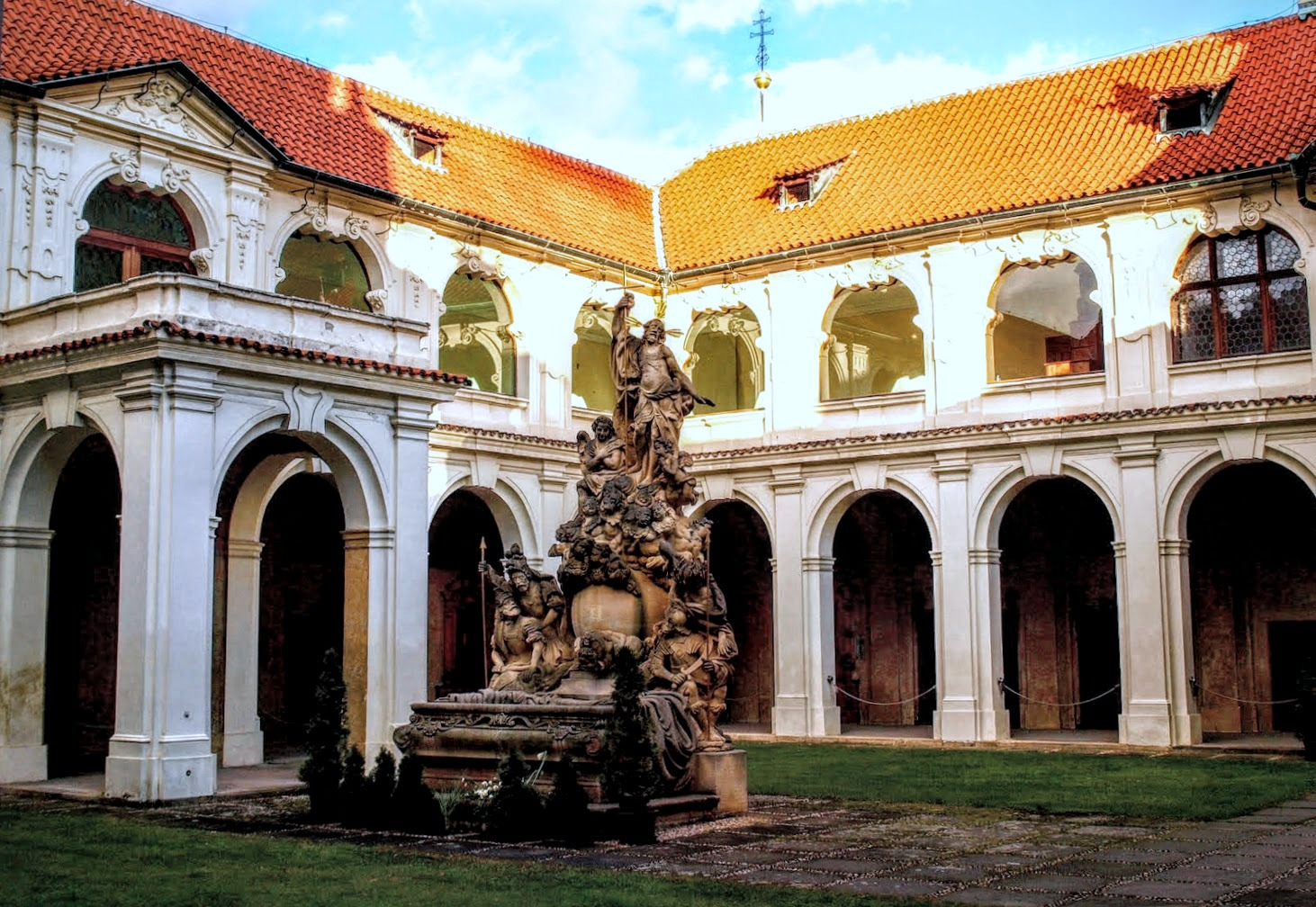
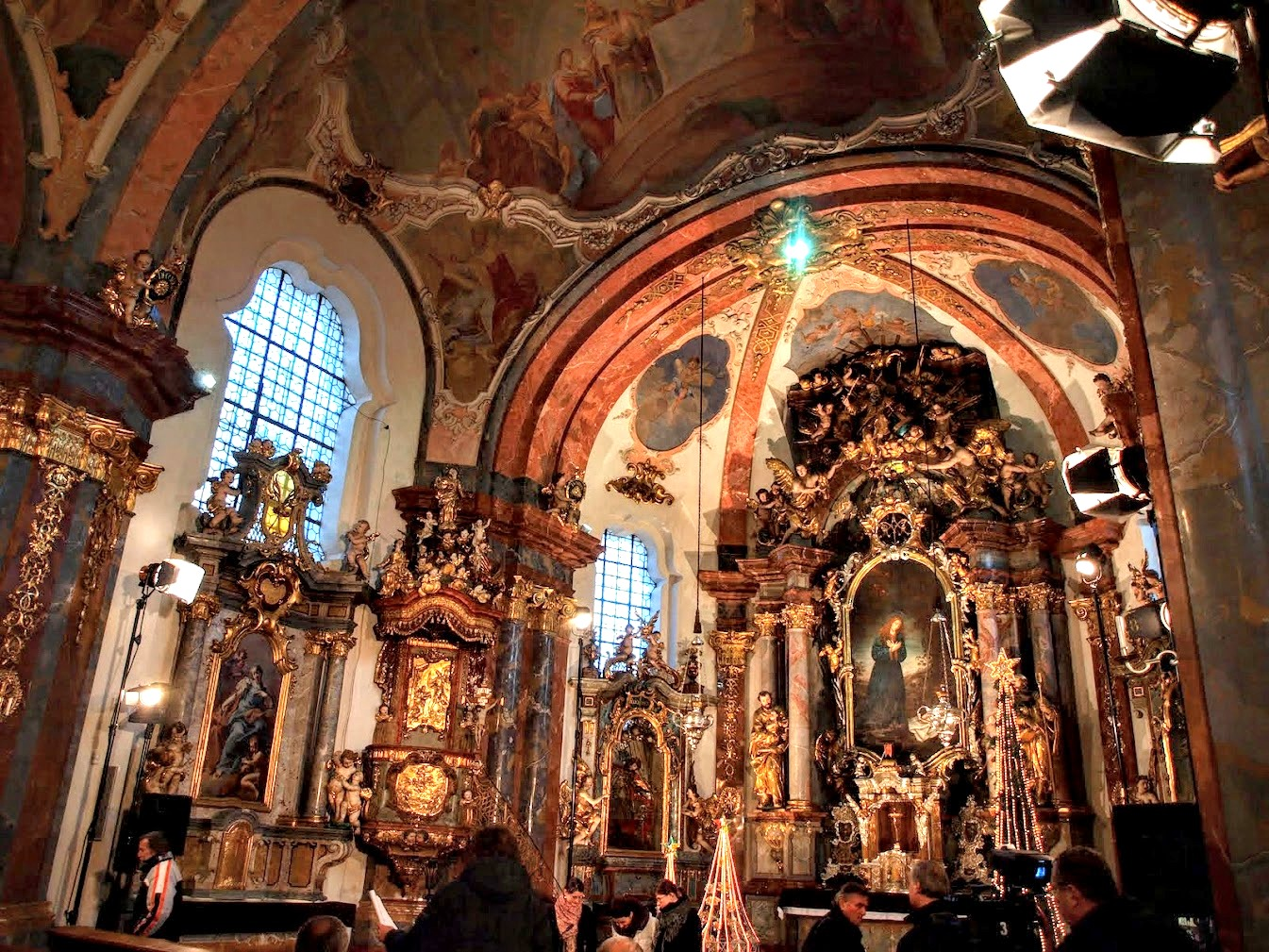
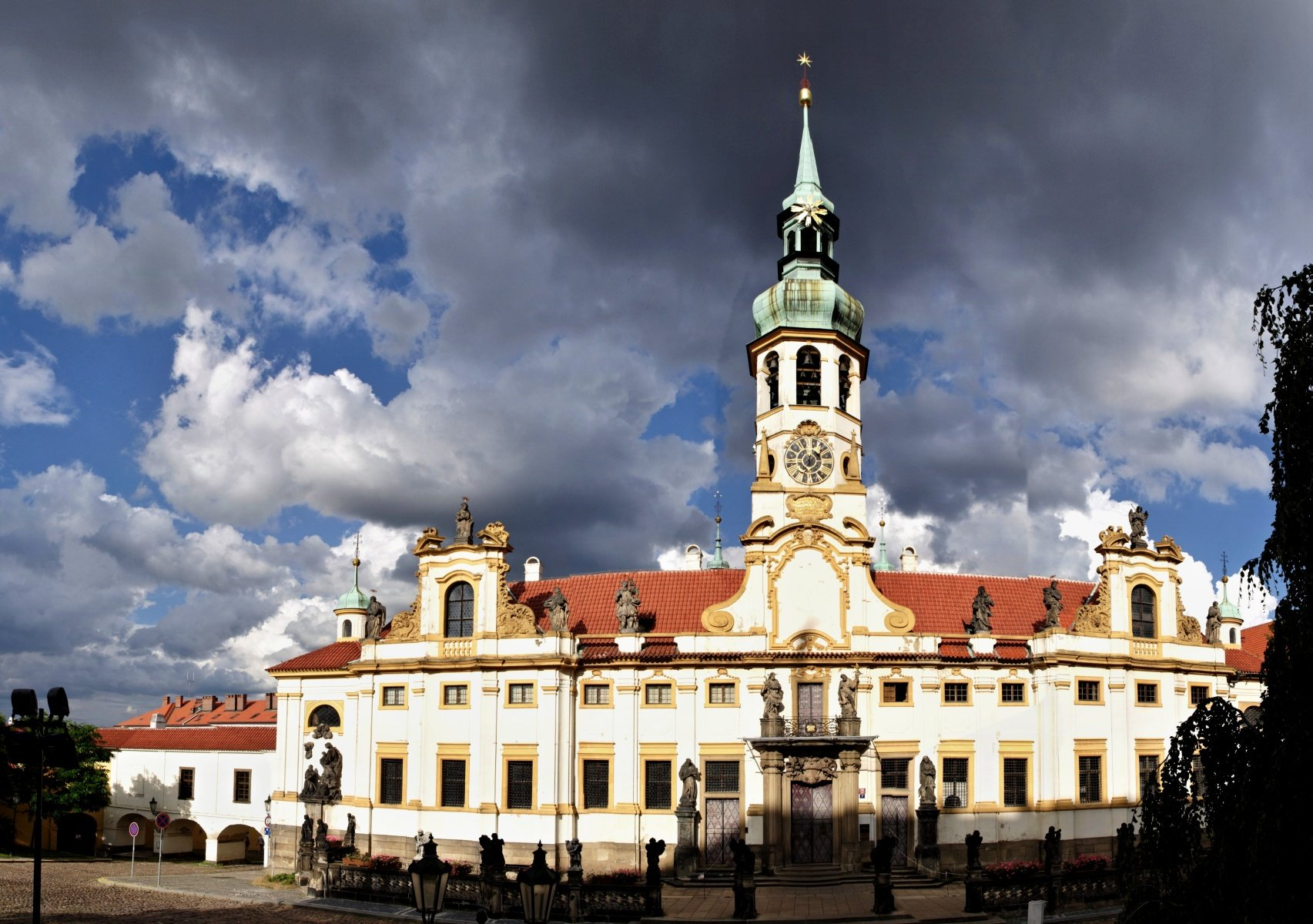

La place de Lorette (en tchèque : Loretánské náměstí) est nommée d'après le sanctuaire.